# Edgar中心
Edgar中心是位於紐西蘭南但尼丁的大型多功能室內體育場館。它曾是奧塔哥金塊的主場，也是南方鋼鐵籃網球隊的備用場地。2007年台維斯盃亞洲/大洋洲組賽事於此舉行。

## 外部連結
- Edgar中心網站 （页面存档备份，存于）